# Druga hrvatska nogometna liga 1993-1994
La Druga hrvatska nogometna liga 1993-1994, conosciuta anche come 2. HNL 1993-1994, è stata la terza edizione della seconda serie del campionato di calcio croato e si è conclusa con la vittoria del Marsonia nel Girone Nord e del Neretva Metković nel Girone Sud, vittoria che ha valso la promozione nella massima serie ad entrambe.
Per la stagione successiva è previsto un allargamento a 3 gironi (Ovest, Nord e Sud).

## Avvenimenti
Delle 32 squadre della stagione precedente, 2 sono state promosse in 1. HNL e 3 sono state retrocesse in 3. HNL

Dalla divisione inferiore sono state promosse 5 squadre (nessuna retrocessione da quella superiore), riportando così l'organico a 32 compagini.

Lo Slaven Gruda ha cambiato il nome in Prevlaka Gruda.

## Girone Nord

### Squadre partecipanti
| Squadra                  | Sede                     | Stadio                      | Stagione 1992-93 | Stagione 1992-93 |
| Squadra                  | Sede                     | Stadio                      | Pos.             | Divisione        |
| ------------------------ | ------------------------ | --------------------------- | ---------------- | ---------------- |
| Marsonia                 | Slavonski Brod           | uz Savu                     | 2º               | 2. HNL Nord      |
| Samobor                  | Samobor                  | Gradski                     | 3º               | 2. HNL Nord      |
| Trešnjevka               | Zagabria                 | Graba                       | 4º               | 2. HNL Nord      |
| Spačva                   | Vinkovci                 | Lenije                      | 5º               | 2. HNL Nord      |
| Olimpija Osijek          | Osijek                   | Donji Grad                  | 6º               | 2. HNL Nord      |
| Špansko                  | Zagabria                 | ŠRC Špansko                 | 7º               | 2. HNL Nord      |
| Vrapče                   | Zagabria                 | Vrapče                      | 8º               | 2. HNL Nord      |
| Bjelovar                 | Bjelovar                 | Gradski                     | 9º               | 2. HNL Nord      |
| Slaven Bilokalnik        | Koprivnica               | Gradski                     | 10º              | 2. HNL Nord      |
| Mladost Cestorad         | Cerić, Nuštar            | Stadion Mladost di Vinkovci | 11º              | 2. HNL Nord      |
| Metalac OLT              | Osijek                   | ŠC Bikara                   | 12º              | 2. HNL Nord      |
| Jedinstvo Donji Miholjac | Donji Miholjac           | Jedinstvo                   | 13º              | 2. HNL Nord      |
| Karlovac                 | Karlovac                 | Branko Čavlović-Čavlek      | 14º              | 2. HNL Nord      |
| PIK Vrbovec              | Vrbovec                  | Sajmište                    | 1º               | 3. HNL Centro    |
| Budućnost Hodošan        | Hodošan, Donji Kraljevec | Sportski dom                | 1º               | 3. HNL Nord      |
| Croatia Đakovo           | Đakovo                   | NK Croatia                  | 1º               | 3. HNL Est       |

### Classifica
|                  | Pos. | Squadra                  | Pt | G  | V  | N  | P  | GF | GS | DR  |
| ---------------- | ---- | ------------------------ | -- | -- | -- | -- | -- | -- | -- | --- |
|                  | 1.   | Marsonia                 | 45 | 30 | 19 | 7  | 4  | 57 | 16 | +41 |
|                  | 2.   | Samobor                  | 40 | 30 | 16 | 8  | 6  | 57 | 26 | +31 |
|                  | 3.   | Špansko Zagabria         | 37 | 30 | 16 | 5  | 9  | 51 | 25 | +26 |
|                  | 4.   | Spačva Vinkovci          | 34 | 30 | 12 | 10 | 8  | 36 | 31 | +5  |
|                  | 5.   | Croatia Đakovo           | 34 | 30 | 13 | 8  | 9  | 27 | 29 | −2  |
|                  | 6.   | Slaven Bilokalnik        | 33 | 30 | 14 | 5  | 11 | 53 | 38 | +15 |
|                  | 7.   | Bjelovar                 | 33 | 30 | 13 | 7  | 10 | 34 | 36 | −2  |
|                  | 8.   | Mladost Cerić            | 32 | 30 | 13 | 6  | 11 | 51 | 44 | +7  |
|                  | 9.   | Metalac Osijek           | 26 | 30 | 11 | 4  | 15 | 43 | 55 | −8  |
|                  | 10.  | Karlovac                 | 26 | 30 | 10 | 6  | 14 | 34 | 46 | −12 |
|                  | 11.  | Trešnjevka               | 25 | 30 | 9  | 7  | 14 | 33 | 46 | +13 |
|                  | 12.  | Vrapče Zagabria          | 25 | 30 | 9  | 7  | 14 | 32 | 47 | −15 |
|                  | 13.  | Jedinstvo Donji Miholjac | 24 | 30 | 8  | 8  | 14 | 31 | 46 | −15 |
|                  | 14.  | Olimpija Osijek          | 23 | 30 | 8  | 7  | 15 | 33 | 48 | −15 |
|                  | 15.  | Budućnost Hodošan        | 22 | 30 | 9  | 4  | 17 | 34 | 55 | −21 |
|                  | 16.  | PIK Vrbovec              | 21 | 30 | 8  | 5  | 17 | 32 | 48 | −16 |
| Fonte: rsssf.com |      |                          |    |    |    |    |    |    |    |     |

Legenda:

      Promossa in 1.HNL 1994-1995.

      Retrocessa in 3.HNL 1994-1995.
Note:

Due punti a vittoria, uno a pareggio, zero a sconfitta.

## Girone Sud

### Squadre partecipanti
| Squadra               | Sede              | Stadio           | Stagione 1992-93 | Stagione 1992-93 |
| Squadra               | Sede              | Stadio           | Pos.             | Divisione        |
| --------------------- | ----------------- | ---------------- | ---------------- | ---------------- |
| Split                 | Spalato           | Park mladeži     | 2º               | 2. HNL Sud       |
| Solin                 | Salona            | pokraj Jadra     | 3º               | 2. HNL Sud       |
| Neretva Metković      | Metković          | Iza Vage         | 4º               | 2. HNL Sud       |
| Jadran Kaštel Sućurac | Castel S. Giorgio | Zrinski          | 5º               | 2. HNL Sud       |
| Neretvanac Opuzen     | Fort'Opus         | Podvornica       | 6º               | 2. HNL Sud       |
| Orijent               | Fiume             | Krimeja          | 7º               | 2. HNL Sud       |
| Rovinj                | Rovigno           | Valbruna         | 8º               | 2. HNL Sud       |
| Jadran NGB Ploče      | Porto Tolero      | Jadranovo        | 9º               | 2. HNL Sud       |
| Nehaj Senj            | Segna             | Pod Nehajem      | 10º              | 2. HNL Sud       |
| Junak Sinj            | Signo             | Gradski          | 11º              | 2. HNL Sud       |
| Jadran Poreč          | Parenzo           | Veli Jože        | 12º              | 2. HNL Sud       |
| Croatia Zmijavci      | Zmijavci          | ŠRC Marijan Šuto | 13º              | 2. HNL Sud       |
| Prevlaka              | Gruda             | ŠC Gnjile        | 14º              | 2. HNL Sud       |
| Labin                 | Albona            | Gradski          | 15º              | 2. HNL Sud       |
| Uljanik               | Pola              | Veruda           | 1º               | 3. HNL Ovest     |
| Uskok Klis            | Clissa            | Iza Grada        | 1º               | 3. HNL Sud       |

### Classifica
|                  | Pos. | Squadra               | Pt | G  | V  | N  | P  | GF | GS | DR  |
| ---------------- | ---- | --------------------- | -- | -- | -- | -- | -- | -- | -- | --- |
|                  | 1.   | Neretva Metković      | 51 | 30 | 22 | 7  | 1  | 60 | 15 | +45 |
|                  | 2.   | Orijent               | 50 | 30 | 21 | 8  | 1  | 62 | 15 | +47 |
|                  | 3.   | Jadran Parenzo        | 37 | 30 | 14 | 9  | 7  | 40 | 26 | +14 |
|                  | 4.   | Jadran Kaštel Sućurac | 35 | 30 | 13 | 9  | 8  | 41 | 31 | +10 |
|                  | 5.   | Rovigno               | 32 | 30 | 13 | 6  | 11 | 37 | 39 | −2  |
|                  | 6.   | RNK Spalato           | 30 | 30 | 12 | 6  | 12 | 53 | 42 | +11 |
|                  | 7.   | Uskok Klis            | 30 | 30 | 11 | 8  | 11 | 36 | 33 | +3  |
|                  | 8.   | Croatia Zmijavci      | 30 | 30 | 11 | 8  | 11 | 40 | 38 | +2  |
|                  | 9.   | Neretvanac Opuzen     | 28 | 30 | 11 | 6  | 13 | 29 | 36 | −7  |
|                  | 10.  | Rudar Labin           | 28 | 30 | 9  | 10 | 11 | 21 | 28 | −7  |
|                  | 11.  | Jadran Ploče          | 25 | 30 | 11 | 3  | 16 | 37 | 44 | −7  |
|                  | 12.  | Solin                 | 24 | 30 | 6  | 12 | 12 | 35 | 39 | −4  |
|                  | 13.  | Junak Sinj            | 22 | 30 | 7  | 8  | 15 | 35 | 52 | −17 |
|                  | 14.  | Uljanik               | 21 | 30 | 7  | 7  | 16 | 21 | 43 | −22 |
|                  | 15.  | Prevlaka Gruda        | 21 | 30 | 5  | 11 | 14 | 27 | 62 | −35 |
|                  | 16.  | Nehaj Senj            | 16 | 30 | 5  | 6  | 19 | 21 | 52 | −31 |
| Fonte: rsssf.com |      |                       |    |    |    |    |    |    |    |     |

Legenda:

      Promossa in 1.HNL 1994-1995.

      Retrocessa in 3.HNL 1994-1995.
Note:

Due punti a vittoria, uno a pareggio, zero a sconfitta.